# نينا مورغانا
نينا مورغانا (بالإنجليزية: Nina Morgana)‏ هي مغنية أوبرا أمريكية، ولدت في 15 نوفمبر 1891 في بوفالو في الولايات المتحدة، وتوفيت في 8 يوليو 1986 في إثاكا في الولايات المتحدة.